# Kanjar'Oc
Kanjar'Oc est un groupe de rock français originaire de Port-de-Bouc.

## Historique
En 1989, Kanjar’Oc se forme à Port-de-Bouc, une petite cité industrielle près de Marseille et forge son caractère au fil des tremplins-rock et des concerts lycéens. Du rock épicé à l’alternatif festif, le collectif prend rapidement goût à la scène. Dès 1994, il étrenne sa première tournée estivale avec l’Occitan Tour qui trimballe le groupe dans tout le grand Sud de la France, affirmant énergiquement une filiation improbable avec de grands oncles tels Bob Marley, Fishbone ou Mano Negra.
Il faut attendre 1996 et la sortie du premier CD 7 titres Furia Kanja suivie d’une programmation aux Bars en Trans à Rennes pour voir la bande enchaîner quatre-vingt dates en un an sur les routes de France. 
À la fin de l’année 1997, le groupe sort un maxi 4 titres live Fait Tournée et embraye sur un tour de cent-cinquante dates en deux ans en France, en Espagne et en Italie. Le passage aux Transmusicales de Rennes donne un coup d’accélérateur à la Furia. En 1999, le groupe signe Kamino Real, un album résolument métissé chez Globe Music/Sony. Trois cent dates sont alors programmées sur deux ans.
En 2000, le titre "Immigrés" est utilisé dans le court métrage de David Bouttin "Douce France" (avec Sami Bouajila, Gérard Chaillou, Héloïse Godet).
En juin 2002, Kanja revient avec L’Âme de Feu chez Small Axe et augmente son capital concerts avec des dates en France, en Espagne et en Suisse. Puis en 2003, après quelques (r)évolutions internes, la troupe resserre les rangs sur un son plus massif que jamais et enclenche une série des festivals lors d’une tournée en France, en Espagne et en Suède. 
La mèche est toujours vivace et le Feu Sacré de Kanjar’Oc poursuit son avancée avec la sortie en avril 2004 de l’album Live'n Direct sur le label Small Axe. Mais le label met peu après la clé sous la porte. De son côté, après quelques dates en France, en Tchéquie ou en Espagne, la tribu Kanja, fatiguée par ces quinze années de tournées incessantes, décide de faire le break. Ce sera l'occasion aux membres du groupe de se consacrer à de nombreux projets persos (on retrouve les musiciens de Kanja dans Massilia Sound System, Oaistar, Dupain, Where's Captain Kirk, en régie avec Coriace - Eths, Fischer, Babylon Pression, Tripod -, en guests sur disque - Fatche d'Eux, Oaistar, Moussu T... -, ou encore comme co-organisateurs du Festival des Agglos de Port-de-Bouc...). Cinq membres de Kanja forment alors le groupe M!URA et proposent un concert conférence sur les risques auditifs liés aux musiques amplifiées. Fort de ce succès, le concept leur permet de participer à la tournée « trop puissant » pendant 9 années consécutives.
A la fin des années 2000, Kanjar'Oc remonte exceptionnellement sur scène pour quelques dates : Caracas (Venezuela) en 2007, Agadir (Maroc) , Port-de-Bouc (Festival des Agglos) et Martigues (Festival de Martigues) en 2009 pour fêter les 20 ans du groupe.
Le dernier concert de Kanjar'Oc a finalement lieu le 30 juillet 2010 au Pont de Montvert.
Le 7 juin 2019, et après 9 ans d'absence, Kanjar'Oc annonce sur sa page Facebook son retour sur scène pour un concert inédit à l'Usine à Istres fin novembre de la même année à l'occasion des 30 ans du groupe.

## Membres actuels
- Chaps : chant
- Buzz : guitare
- Choukry : guitare
- Juario : basse
- Steph : percussions
- Fouge : batterie
- Bibi : trombone
- Dédou : trompette

## Anciens membres
- Chris : basse (1989 / 1990)
- Muelo (Samuel Karpienia) : guitare (1989 / 1994)
- Nielo (Daniel Gaglione) : Basse (1990 / 1995)
- Lolo (Laurent Piacentino) : Batterie (2002 / 2010)
- Jeanot (Jean Christophe Evesque) : clavier (1989 / 1991)
- Dr No : guitare (2004 / 2007)
- Linda Z. : chant (1992)
- Lolo (Laurent Dupeau) : chœurs (1991 / 1992)

## Discographie
- 1996 : Furia Kanja
- 1996 : Stylee Dub Remix
- 1997 : Fait Tournée
- 1999 : Kamino Real
- 2000 : Kamino Real Match Retour
- 2002 : L’Âme de Feu
- 2004 : Live & Direct

## Compilations
- 2006 : Pas Vu à la TV (Echo Productions)[5]
- 2003 : Strictly Mundial 2003 (Arcade PACA), The Side Story Tribute to Manu Chao (Columbia Grèce), Class’ Rock 2003 (Kosmic Associés)
- 2002 : 300 % Indépendant Small Axe 3 (Small Axe/Tripsichord), Tolérance Double Zéro (CIRC/Productions Spéciales)
- 2001 : Mano Negra illegal (Big Mama Records)
- 2000 : BAM 2000 (BAM/Espagne), Le Capitalisme est une ordure (L’Epicerie/Patate), 100 % Rock Français (Rocksound/Été 2000), Retour sur Prises (Landes Musiques Amplifiées), Digital Mestizo (Fonomusic/Espagne)
- 1998 : Méditerranéennes de Céret (Azimuth), Intermuzicales (Intermédiaire/Radio Grenouille), Attention Talents FNAC (FNAC 1998), Let’s Skank 2 (Patate/Tripsichord)
- 1995 : Suds ! (Fiesta des Suds)